# Женска фудбалска репрезентација Андоре
Женска фудбалска репрезентација Андоре (кат. Selecció femenina de futbol d'Andorra) је национални фудбалски тим који представља Андору на међународним такмичењима и под контролом је андорског Фудбалског савеза (кат. Federació Andorrana de Futbol), владајућег тела за фудбал у Андори.

## Историја

### Позадина и развој
Са ФИФА триграмом AND и након што је 1996. постао члан ФИФА-е, национални савез није одговорио на анкету о статусу женског фудбала у земљи. У мају наредне године, званичник који је одговорио на другу анкету ФИФА-е израчунао је да има 37 активних играчица, које су све описане као "100% почетници/аматери". Даље је сугерисано да је женски фудбал почео те године у Андори и да раније није било интересовања ни за један женски спорт. Није било учешћа на државним и међународним такмичењима, иако су у удружењу биле запослене три жене.
Од 2009. године програм је био намењен младим девојкама са регистрацијом играча почевши од шест година. У земљи је било само шест женских тимова, све за девојчице млађе од шеснаест година и обухватају државно и школско такмичење. Постоји и државно женско такмичење које је одржано у сезони 2010/11. 16% новца из ФИФА програма финансијске помоћи (ФАП) је намењено техничком развоју игре, која укључује женски фудбал, спортску медицину и футсал. Ово у поређењу са 48% за омладински фудбал и 25% за инфраструктуру.
Између 1991. и 2010. није постојао ФИФА ФУТУРО III регионални курс за тренере жена, ниједан семинар за женски фудбал није одржан у земљи и ниједан ФИФА МА курс за женски/млади фудбал.
У оквиру развоја националног тима, Фудбалски савез Андоре има клуб у систему шпанске женске лиге под именом ЕНФАФ, који се тренутно такмичи у четвртом рангу.

### Репрезентација
Сениорски тим је 1. јула 2014. одиграо своју прву међународну утакмицу на УЕФА турниру за развој који се славио у Гибралтару. Андора је победила Гибралтар резултатом 1 : 0, гол је постигла Алба Лопез у 61. минуту.[ Следећег дана одиграли су другу међународну утакмицу, изгубивши од Луксембурга резултатом 4 : 0.
УЕФА је 18. децембра 2014. објавила да ће Андора учествовати у квалификацијама за Европско првенство 2017. за жене. Ово је била њихова дебитантска такмичарска утакмица у женском фудбалу. У својој првој званичној утакмици, тим је изгубио 3 : 5 од Малте. Андора је претколо завршила са још два пораза од Фарских Острва 0 : 8 и Грузије 0 : 7.
Фудбалски савез Андоре је 30. јуна 2016. прогласио Хосеа Антонија Мартина за новог селектора женске репрезентације.
Дана 18. септембра 2021, Андора је остварила другу победу након што је победила Лихтенштајн у пријатељској утакмици резултатом 4 : 2. Тереза Морато је постигла хет-трик, док је четврти гол постигла Ерика Гонсалвес.

## Достигнућа
Утакмице и голови од новембра 2021.
Играчи чија су имена означена подебљаним словима су и даље активни, барем на клупском нивоу.
| Поз | Име                | Ута | Гол | Год   |
| --- | ------------------ | --- | --- | ----- |
| 1   | Алба Лопез         | 3   | 1   | 2015– |
| 1   | Бибијана Гонсалвес | 3   | 1   | 2015– |
| 1   | Марина Фернандез   | 3   | 1   | 2015– |
| 1   | Данијела Родригес  | 3   | 0   | 2015– |
| 1   | Саманта Рејес      | 3   | 0   | 2015– |
| 1   | Маргот Љобера      | 3   | 0   | 2015– |
| 1   | Андреина Силва     | 3   | 0   | 2015– |
| 1   | Соља Каранца       | 3   | 0   | 2015– |
| 1   | Тереза Орато       | 3   | 0   | 2015– |

| Поз | Име                | Ута | Гол | Период |
| --- | ------------------ | --- | --- | ------ |
| 1   | Алба Лопез         | 3   | 1   | 2015–  |
| 1   | Бибијана Гонсалвес | 3   | 1   | 2015–  |
| 1   | Марина Фернандез   | 3   | 1   | 2015–  |

## Такмичарски рекорд

### Светско првенство за жене
| Светско првенство у фудбалу за жене − резултати | Светско првенство у фудбалу за жене − резултати | Светско првенство у фудбалу за жене − резултати | Светско првенство у фудбалу за жене − резултати | Светско првенство у фудбалу за жене − резултати | Светско првенство у фудбалу за жене − резултати | Светско првенство у фудбалу за жене − резултати | Светско првенство у фудбалу за жене − резултати |                      | Квалификациони резултати | Квалификациони резултати | Квалификациони резултати | Квалификациони резултати | Квалификациони резултати | Квалификациони резултати |
| Година                                          | Резултат                                        | Ута                                             | Поб                                             | Нер                                             | Изг                                             | ГД                                              | ГП                                              | Ута                  | Поб                      | Нер                      | Изг                      | ГД                       | ГП                       |                          |
| ----------------------------------------------- | ----------------------------------------------- | ----------------------------------------------- | ----------------------------------------------- | ----------------------------------------------- | ----------------------------------------------- | ----------------------------------------------- | ----------------------------------------------- | -------------------- | ------------------------ | ------------------------ | ------------------------ | ------------------------ | ------------------------ | ------------------------ |
| 1991 до 2011                                    | Екипа није постојала                            | Екипа није постојала                            | Екипа није постојала                            | Екипа није постојала                            | Екипа није постојала                            | Екипа није постојала                            | Екипа није постојала                            | Екипа није постојала | Екипа није постојала     | Екипа није постојала     | Екипа није постојала     | Екипа није постојала     | Екипа није постојала     |                          |
| 2015                                            | Нису учествовале                                | Нису учествовале                                | Нису учествовале                                | Нису учествовале                                | Нису учествовале                                | Нису учествовале                                | Нису учествовале                                | Нису учествовале     | Нису учествовале         | Нису учествовале         | Нису учествовале         | Нису учествовале         | Нису учествовале         |                          |
| 2019                                            | Нису се квалификовале                           | Нису се квалификовале                           | Нису се квалификовале                           | Нису се квалификовале                           | Нису се квалификовале                           | Нису се квалификовале                           | Нису се квалификовале                           | 3                    | 0                        | 0                        | 3                        | 0                        | 13                       |                          |
| 2023                                            | Нису учествовале                                | Нису учествовале                                | Нису учествовале                                | Нису учествовале                                | Нису учествовале                                | Нису учествовале                                | Нису учествовале                                | Нису учествовале     | Нису учествовале         | Нису учествовале         | Нису учествовале         | Нису учествовале         | Нису учествовале         |                          |
| Укупно                                          |                                                 |                                                 |                                                 |                                                 |                                                 |                                                 |                                                 | 3                    | 0                        | 0                        | 3                        | 0                        | 13                       |                          |

*Жребови укључују утакмице где је одлука пала извођењем једанаестераца.

### Европско првенство у фудбалу за жене
| Европско првенство у фудбалу за жене − резултати | Европско првенство у фудбалу за жене − резултати | Европско првенство у фудбалу за жене − резултати | Европско првенство у фудбалу за жене − резултати | Европско првенство у фудбалу за жене − резултати | Европско првенство у фудбалу за жене − резултати | Европско првенство у фудбалу за жене − резултати | Европско првенство у фудбалу за жене − резултати |                      | Квалификациони резултати | Квалификациони резултати | Квалификациони резултати | Квалификациони резултати | Квалификациони резултати | Квалификациони резултати |
| Година                                           | Резултат                                         | Ута                                              | Поб                                              | Нер                                              | Изг                                              | ГД                                               | ГР                                               | Ута                  | Поб                      | Нер                      | Изг                      | ГД                       | ГП                       |                          |
| ------------------------------------------------ | ------------------------------------------------ | ------------------------------------------------ | ------------------------------------------------ | ------------------------------------------------ | ------------------------------------------------ | ------------------------------------------------ | ------------------------------------------------ | -------------------- | ------------------------ | ------------------------ | ------------------------ | ------------------------ | ------------------------ | ------------------------ |
| 1984 до 2013                                     | Екипа није постојала                             | Екипа није постојала                             | Екипа није постојала                             | Екипа није постојала                             | Екипа није постојала                             | Екипа није постојала                             | Екипа није постојала                             | Екипа није постојала | Екипа није постојала     | Екипа није постојала     | Екипа није постојала     | Екипа није постојала     | Екипа није постојала     |                          |
| 2017                                             | Нису се квалификовале                            | Нису се квалификовале                            | Нису се квалификовале                            | Нису се квалификовале                            | Нису се квалификовале                            | Нису се квалификовале                            | Нису се квалификовале                            | 3                    | 0                        | 0                        | 3                        | 3                        | 20                       |                          |
| 2022                                             | Нису учествовале                                 | Нису учествовале                                 | Нису учествовале                                 | Нису учествовале                                 | Нису учествовале                                 | Нису учествовале                                 | Нису учествовале                                 | Нису учествовале     | Нису учествовале         | Нису учествовале         | Нису учествовале         | Нису учествовале         | Нису учествовале         |                          |
| Укупно                                           |                                                  |                                                  |                                                  |                                                  |                                                  |                                                  |                                                  | 3                    | 0                        | 0                        | 3                        | 3                        | 20                       |                          |

*Жребови укључују утакмице где је одлука пала извођењем једанаестераца.